# Leptacis aliena
Leptacis aliena är en stekelart som beskrevs av Fouts 1927. Leptacis aliena ingår i släktet Leptacis och familjen gallmyggesteklar. Inga underarter finns listade i Catalogue of Life.